# Liceo scientifico statale Angelo Messedaglia

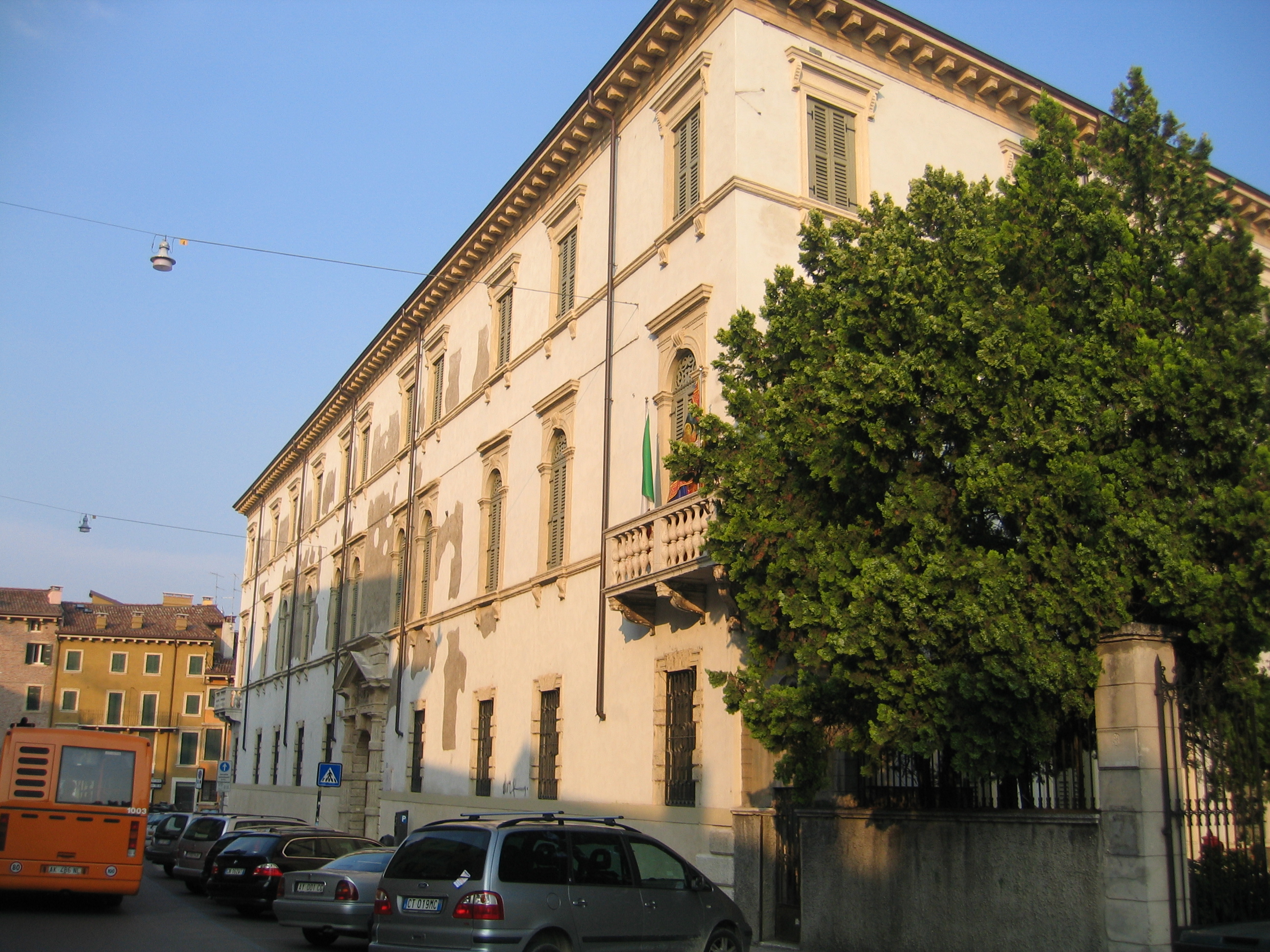
Palazzo Ridolfi Da Lisca, la precedente sede del liceo Messedaglia

Il liceo scientifico statale "Angelo Messedaglia" è un liceo scientifico la cui sede principale è situata nel centro storico di Verona. Esso venne istituito nel 1923, in seguito alla riforma Gentile, e fu quindi la prima scuola nel suo genere a Verona e tra le prime nel Veneto. È stato intitolato all'economista e uomo politico veronese Angelo Messedaglia. 
Il liceo è stato fino agli anni sessanta l'unico liceo scientifico di tutta la provincia di Verona. Dagli anni settanta ci fu un consistente aumento degli allievi, e furono quindi utilizzate ulteriori sedi, provocando problemi di gestione del personale e delle strutture. Dall'anno scolastico 2008/09, con l'apertura della nuova sede presso palazzo Barbarani, le sedi del centro della città sono state riunite, mentre la sede di via Anti (nella zona est della città), è divenuta plesso autonomo con il nome di liceo scientifico statale Niccolò Copernico. Nel 2023 il liceo ha compiuto il suo 100º anniversario, e a questo sono seguite numerose iniziative ed attività sia a carattere pubblico che di formazione.

## Nome dell'istituto
Il liceo scientifico prende il nome da Angelo Messedaglia, uno studioso di scienze giuridiche ed economiche, nato a Villafranca di Verona nel 1820. Egli ricoprì docenze universitarie a Padova e a Roma, e fu partecipe degli ideali risorgimentali. Fu anche deputato del Parlamento del regno d'Italia tra il 1866 e il 1882, dove fu apprezzato per le sue competenze specifiche in materia giuridica, tributaria e statistica, tanto che gli fu chiesto di ricoprire la carica di ministro, che però rifiutò. Fu pure membro di varie accademie italiane e straniere e presidente dell'Accademia dei Lincei fino alla sua morte nel 1901.

## Sedi

### Palazzo Ridolfi Da Lisca
Il palazzo Ridolfi-Da Lisca, storica sede del liceo (fino al 2008), è stato progettato dall'architetto ed ingegnere veronese Bernardino Brugnoli, nipote dell'architetto Michele Sanmicheli. Il palazzo è di proprietà della provincia, che fece ricostruire l'edificio e fece insediare, nel 1952, il liceo scientifico. Dal 2009 è stato assegnato come sede al liceo Carlo Montanari.

### Palazzo Barbarani
Il palazzo Barbarani, precedentemente adibito a edificio scolastico, a seguito di un lungo stato di abbandono aveva subito gravi danni: il tetto era crollato, mentre i muri portanti dovettero essere rinforzati da strutture esterne in acciaio. Nel 2006 sono iniziati i lavori di ristrutturazione del grande palazzo, che è diventato la nuova sede unica del liceo scientifico all'inizio dell'anno scolastico 2008/09.

## Strumenti scientifici
La scuola ospita una significativa collezione storica di strumenti didattici per la fisica, per la maggior parte dell'Ottocento, i quali furono in parte esposti al pubblico nel 2003, in occasione dell'LXXX anniversario della fondazione dell'istituto. In occasione del centenario del liceo, occorsa nel 2023, è stato inaugurato il nuovo museo degli strumenti di fisica del Liceo Messedaglia, in esposizione permanente presso il corridoio del 3º piano nell'ala nord dell'edificio di Via Bertoni.